# لوتا لوتاس
لوتا لوتاس (سوئدی: Lotta Lotass؛ زادهٔ ۲۸ فوریهٔ ۱۹۶۴) نویسنده اهل سوئد است. او مدرک پی‌اچ‌دی خود را در رشته ادبیات تطبیقی از دانشگاه یوتبری گرفته و در شهر یوتبری زندگی می‌کند.
لوتاس اولین اثر خود را در سال ۲۰۰۰ منتشر کرد و دو سال بعد از آن پایان‌نامه دکترای خود دربارهٔ نویسنده سوئدی استیگ داگرمن نوشت. در ۶ مارس ۲۰۰۹ وی رسماً به عنوان جانشین ستن رودهلم در کرسی شماره ۱ آکادمی سوئد معرفی شد. وی در یک مصاحبه در نوامبر ۲۰۱۷ اعلام کرد که خود را یک عضو غیرفعال آکادمی محسوب می‌کند و از سپتامبر ۲۰۱۶ تماسی با آکادمی نداشته‌است.